# 590 a. C.
El año 590 a.C. fue un año del calendario romano pre-juliano. En el Imperio Romano, fue conocido como el año 164 Ab Urbe condita.

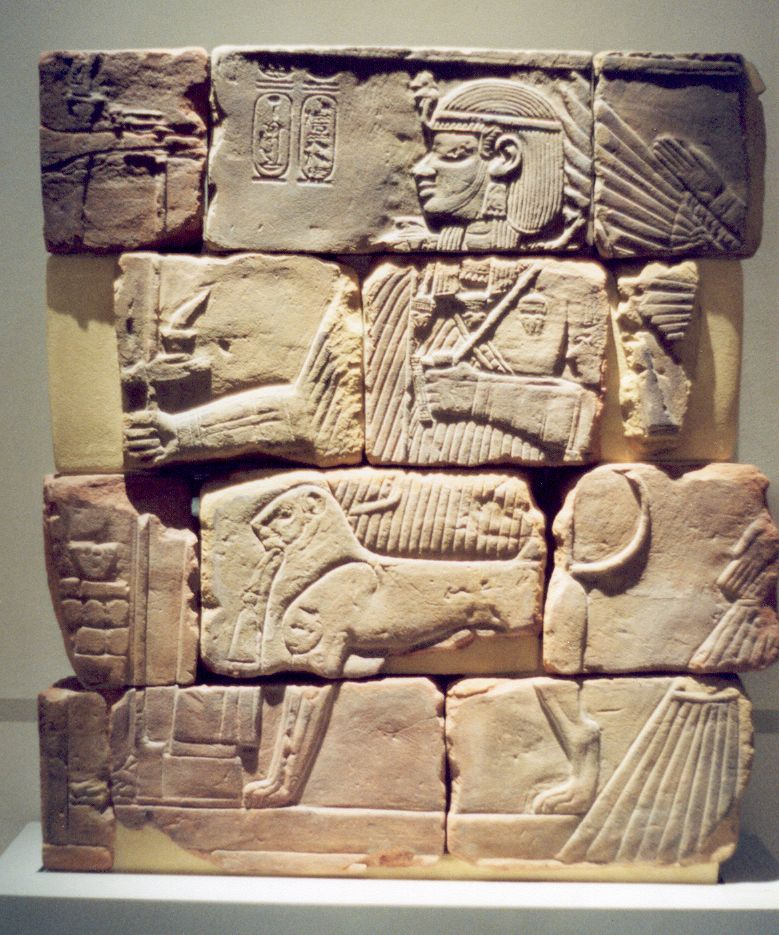
Pared de una pirámide de Meroe.

## Acontecimientos
- En su Canción de Gerión, Tartesos es mencionada por primera vez de manera escrita por Estesícoro.
- Un ejército egipcio saquea Napata, obligando a la corte cushita a trasladarse a una ubicación más segura en Meroe cerca de la sexta catarata del Nilo.[1]